# Convento de Las Descalzas Reales
O Convento de Las Descalzas Reales (em castelhano:  Monasterio de las Descalzas Reales) é um mosteiro real situado em Madrid, Espanha, administrado pelo Patrimonio Nacional.

## História
O Monasterio de las Descalzas Reales reside no antigo palácio do Imperador Carlos V e da Imperatriz Isabel de Portugal. Sua filha, Joana da Áustria, fundou este convento de freiras da Ordem de Santa Clara em 1559. Durante o resto do século XVI e no século XVII, o convento atraiu nobres viúvas ou solteironas. Cada mulher trouxe com ela um dote. As riquezas se acumularam rapidamente e o convento se tornou um dos mais ricos conventos de toda a Europa. Tomás Luis de Victoria, o melhor compositor renascentista da Espanha, trabalhou no convento de 1587 até o final de sua vida em 1611.
A demografia do convento mudou lentamente ao longo do tempo e, no século XX, todas as irmãs estavam na pobreza. O convento mantinha as riquezas de seu passado, mas era proibido de leiloar qualquer um dos itens ou gastar parte do dinheiro que recebia com os dotes. O estado interveio quando viu que as irmãs eram pobres, e o Papa concedeu uma dispensa especial para abrir o convento como um museu em 1960.
Alfonso, Duque de Anjou e Cádis (falecido em 1989) está sepultado na Capela de São João Batista junto ao seu filho mais velho Francisco de Asís (falecido em 1984). O irmão mais novo de Alfonso, Gonzalo (falecido em 2000), está sepultado na Capela de São Sebastião.

## Museu
Enquanto no passado os tesouros do mosteiro não eram visíveis, hoje o mosteiro abriga apenas algumas freiras, e o local é um monumento nacional muito visitado. Os dotes das nobres costumavam ser investidos em relíquias e em suas peças de exposição enfeitadas com joias. Entre as muitas relíquias em exposição estão supostamente peças da Cruz de Cristo e os ossos de São Sebastião. Entre as obras-primas de valor inestimável estão O Dinheiro do César de Ticiano, tapeçarias tecidas com desenhos de Rubens, e obras de Hans de Beken e Bruegel, o Velho.
A coleção do museu também inclui raridades como retratos de crianças reais da Comunidade polonesa-lituana do final do século XVI, referindo-se às relações polonês-espanholas que inspiraram La vida es sueño de Calderón.  Retratos do filho e da filha do Rei Sigismundo da Polônia foram pintados por Martin Kober em 1596 e foram enviados como um presente ao Rei Filipe III da Espanha.

## A Igreja

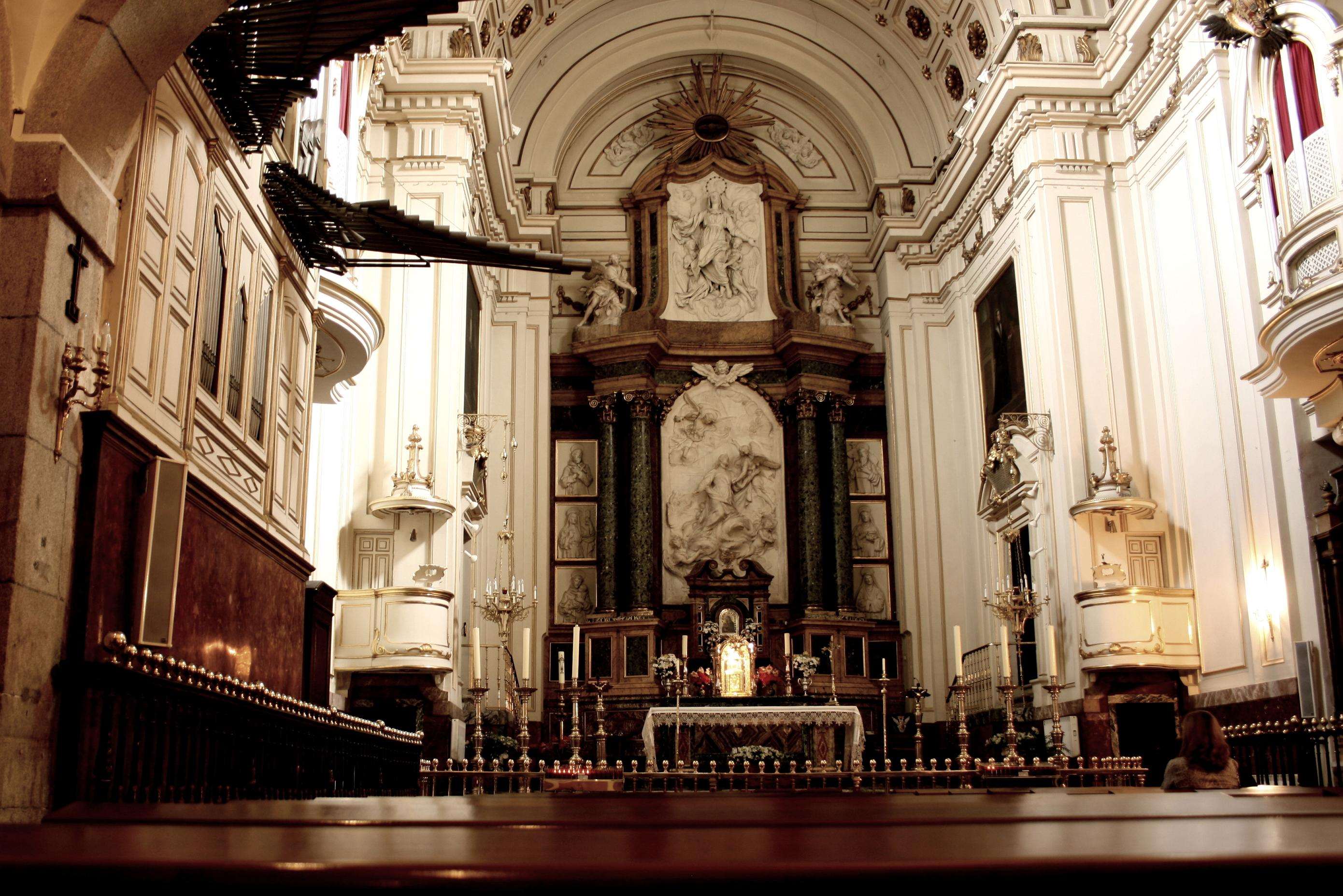
Igreja

O arquiteto original da igreja foi Antonio Sillero. A fachada foi desenhada por Juan Bautista de Toledo em 1559; que também ajudou na cobertura da igreja. Partes do altar, coro e sacristia foram projetadas por Juan Gómez de Mora em 1612. Gaspar Becerra em 1562 completou o retábulo-mor do altar, que foi considerado sua obra-prima. Infelizmente, este retábulo foi destruído por um incêndio em 1862, junto com muitas das pinturas e afrescos de Juan Pantoja de la Cruz. Em 1863, o altar foi substituído por um encomendado em 1716 por Filipe V da Espanha para comemorar a beatificação do jesuíta francês João Francisco Régis, incluindo telas de Michel-Ange Houasse. Possui relevo esculpido da Apoteose de Juan Francisco Régis, de Camillo Rusconi. Os painéis laterais foram esculpidos por Jose Bellver. A estátua reclinada do Jesuíta foi esculpida por Agostino Cornacchini. Uma capela contém a estátua de mármore de Joana da Áustria em oração, por Pompeo Leoni ou Crescenci.